# Championnat d'Angleterre féminin de football 2017-2018
 (mai 2019).
Si vous disposez d'ouvrages ou d'articles de référence ou si vous connaissez des sites web de qualité traitant du thème abordé ici, merci de compléter l'article en donnant les références utiles à sa vérifiabilité et en les liant à la section « Notes et références ».
Navigation
Print. 2017 2018-2019
Le Championnat d'Angleterre féminin de football 2017-2018, en anglais FA WSL 2017-2018 est la huitième saison du Championnat d'Angleterre féminin de football. C'est la toute première saison à se situer comme une compétition hivernale c'est-à-dire commençant à l'automne pour se terminer au printemps suivant. Le championnat fait suite à une épreuve intermédiaire, le Championnat d'Angleterre féminin de football série de printemps 2017 créé pour occuper la période de flottement après le Championnat d'Angleterre féminin de football 2016 entre les mois de mars et de mai 2017.
Chelsea Ladies Football Club défend donc son titre obtenu lors de cette épreuve intermédiaire. Everton Ladies Football Club a été choisie par la fédération nationale anglais pour accéder à la première division à la suite de la défection du Notts County Ladies Football Club au commencement de la série de printemps.
Chelsea Ladies Football Club remporte le championnat pour la deuxième fois consécutivement et termine la compétition invaincue avec treize victoire et cinq matchs nuls en dix-huit rencontres. Chelsea devance Manchester City de six points. Arsenal complète le podium.
Aucune équipe n'est reléguée en deuxième division. 

## Participantes
| \| Arsenal Man. City Liverpool Everton Chelsea Birmingham City Bristol City Reading Sunderland Yeovil \| Localisation des clubs engagés dans le championnat. |
| Arsenal Man. City Liverpool Everton Chelsea Birmingham City Bristol City Reading Sunderland Yeovil                                                           |

| Club                                        | Localisation   | Stade                   | Classement printemps 2017 |
| ------------------------------------------- | -------------- | ----------------------- | ------------------------- |
| Arsenal Women Football Club                 | Borehamwood    | Meadow Park             | 3e                        |
| Birmingham City Ladies Football Club        | Solihull       | Damson Park             | 7e                        |
| Bristol City Women's Football Club          | Bristol        | Stoke Gifford Stadium   | 8e                        |
| Chelsea Ladies Football Club                | Staines        | Wheatsheaf Park         | 1re                       |
| Everton Ladies Football Club                | Widnes         | Select Security Stadium | 1er D2                    |
| Manchester City Women's Football Club       | Manchester     | Academy Stadium         | 2e                        |
| Liverpool Ladies Football Club              | Widnes         | Select Security Stadium | 3e                        |
| Sunderland Association Football Club Ladies | Hetton-le-Hole | The Hetton Centre       | 5e                        |
| Reading Football Club Women                 | High Wycombe   | Adams Park              | 6e                        |
| Yeovil Town Ladies Football Club            | Yeovil         | Huish Park              | 9e                        |

## Compétition

### Classement
Le classement est calculé avec le barème de points suivant : une victoire vaut trois points, le match nul un et la défaite zéro.
Les critères utilisés pour départager en cas d'égalité au classement sont les suivants :
1. différence entre les buts marqués et les buts concédés sur la totalité des matchs joués dans le championnat ;
2. plus grand nombre de buts marqués sur la totalité des matchs joués dans le championnat.

| Rang | Équipe          | Pts | J  | G  | N | P  | Bp | Bc | Diff |
| ---- | --------------- | --- | -- | -- | - | -- | -- | -- | ---- |
| 1    | Chelsea T C     | 44  | 18 | 13 | 5 | 0  | 44 | 13 | +31  |
| 2    | Manchester City | 38  | 18 | 12 | 2 | 4  | 51 | 17 | +34  |
| 3    | Arsenal L       | 37  | 18 | 11 | 4 | 3  | 38 | 18 | +20  |
| 4    | Reading FCW     | 32  | 18 | 9  | 5 | 4  | 40 | 18 | +22  |
| 5    | Birmingham City | 30  | 18 | 9  | 3 | 6  | 30 | 18 | +12  |
| 6    | Liverpool       | 28  | 18 | 9  | 1 | 8  | 30 | 27 | +3   |
| 7    | Sunderland      | 16  | 18 | 5  | 1 | 12 | 15 | 40 | -25  |
| 8    | Bristol City    | 16  | 18 | 5  | 1 | 12 | 13 | 47 | -34  |
| 9    | Everton LFC P   | 14  | 18 | 4  | 2 | 12 | 19 | 30 | -11  |
| 10   | Yeovil Town     | 2   | 18 | 0  | 2 | 16 | 2  | 54 | -52  |

| Légende : | Légende : |
| --------- | --- |
|           | Qualifié pour la Ligue des champions 2018-2019 |
|           | T : Tenant du titre. C : Vainqueur de la FA Cup 2017-2018. L : Vainqueur de la FA WSL Cup 2017-2018. Pts points ; G victoires ; N match nuls ; P défaites Bp buts marqués ; Bc buts encaissés ; Diff différence de buts |

### Résultats
| Résultats (▼dom., ►ext.)                                   | ARS | BIR | BRI | CHE | EVE | LIV | MNC | REA | SUN | YEO |
| Arsenal                                                    |     | 3-2 | 1-1 | 1-1 | 1-0 | 3-0 | 2-1 | 3-1 | 3-0 | 4-0 |
| Birmingham City                                            | 3-0 |     | 2-0 | 0-2 | 2-1 | 4-0 | 2-0 | 1-1 | 2-0 | 3-0 |
| Bristol City                                               | 1-6 | 0-2 |     | 0-2 | 2-1 | 0-2 | 1-6 | 0-5 | 1-2 | 1-0 |
| Chelsea                                                    | 3-2 | 2-1 | 6-0 |     | 1-0 | 1-0 | 0-0 | 2-2 | 2-1 | 6-0 |
| Everton                                                    | 0-2 | 0-3 | 1-2 | 0-1 |     | 0-2 | 2-3 | 2-1 | 5-1 | 6-0 |
| Liverpool                                                  | 0-3 | 1-0 | 2-0 | 2-3 | 1-1 |     | 1-0 | 0-3 | 3-1 | 8-0 |
| Manchester City                                            | 5-2 | 3-1 | 4-0 | 2-2 | 3-0 | 4-0 |     | 0-2 | 3-0 | 5-0 |
| Reading                                                    | 0-0 | 2-2 | 4-0 | 2-2 | 3-0 | 3-0 | 2-5 |     | 0-1 | 3-0 |
| Sunderland                                                 | 0-2 | 3-0 | 1-2 | 0-6 | 1-1 | 1-4 | 0-3 | 0-2 |     | 2-1 |
| Yeovil Town                                                | 0-0 | 0-0 | 0-2 | 0-2 | 0-2 | 0-4 | 0-4 | 0-4 | 0-1 |     |
| - Victoire à domicile - Match nul - Victoire à l'extérieur |     |     |     |     |     |     |     |     |     |     |